# NGC 3003
NGC 3003 je spiralna galaksija u zviježđu Mali lav. Udaljena je od Zemlje oko 80 milijuna svjetlosnih godina.

## Vanjske poveznice
- SEDS: NGC 3003